# Gamet
Gameții (celulele sexuale) (din greacă γαμέτης - gametes = soț, din franceză gamète) sunt fiecare din cele două celule diferențiate din punct de vedere sexual care se unesc în timpul fecundației pentru a forma oul (sau zigotul), constituind primul stadiu de dezvoltare al unui individ. Astfel, există gameți masculini și gameți feminini. Gametul este o celulă germinală matură care, prin fecundarea alteia de sex opus, generează un zigot.
Gameții (spermatozoizii la bărbat și ovulele la femeie) sunt produși în glandele sexuale sau gonade (testiculele la bărbat, ovarele la femeie), în cursul meiozei.
Diferențierea sexuală a gameților nu este întotdeauna însoțită de o diferențiere morfologică. 
Există o categorie de organisme vii la care gameții de sex diferit nu sunt la fel. Aceștia se numesc anizogameți. Gametul feminin se numește, de regulă, ovul sau oosferă și este, în general, imobil, în vreme ce gametul masculin se numește, de cele mai multe ori, spermatozoid și este, în general, mobil. Anizogameții sunt specifici pentru plantele și animalele superioare. La plante, gametul mascul, cu un singur nucleu, poartă denumirea de spermatie.
Există, pe de altă parte, gameți care nu se deosebesc între ei după formă. Aceștia se numesc izogameți. În acest caz sexele gameților sunt notate cu "+" și "-". Izogameții sunt specifici, de exemplu, pentru unele alge. 
Durata de viață a gameților este, de obicei, foarte scurtă. Șansa lor existențială este fecundația, adică fuziunea a doi gameți de sex diferit pentru a forma o celulă ou (zigot). Dacă nu au această șansă gameții mor. Sporul format din diviziunea unui gamet nefecundat se numește partenospor.
Procesul prin care genele situate pe același cromozom au tendința de a se transmite grupat, o dată cu cromozomul respectiv, prin gameți de la părinți la descendenți poartă denumirea „înlănțuire genetică” sau, în engleză linkage. Genele alele pot fi normale (N) sau anormale (A), identice sau diferite. În cazul în care genele alele sunt identice, genotipul, ca și organismul care le posedă este homozigot (NN sau AA), iar dacă genele alele sunt diferite genotipul, ca și organismul este heterozigot (NA). Pe cromozomii umani există o multitudine de loci, prin urmare fiecare om va fi homozigot pentru unii loci și heterozigot pentru alți loci. Termenul de hemizigot este folosit când pe un locus există două alele mutante diferite (A1 și A2). De exemplu, la bărbați (XY), o genă autozomală de pe cromozomul X nu are de obicei echivalent pe cromozomul Y. În cursul meiozei (diviziunii) homozigoții pot produce un singur tip de gamet și se numesc homogametici, iar heterozigoții sunt heterogametici producând prin segregarea genelor alele 2 tipuri diferite de gameți (N și A), fiecare în proporție de 50%.